# Eszter Voit
Eszter Voit (Budapest, Hungría, 11 de enero de 1916) fue una gimnasta artística húngara, medallista de bronce olímpica en Berlín 1936 en el concurso por equipos.

## Carrera deportiva
En las Olimpiadas de Berlín 1936 gana el bronce en el concurso por equipos, tras las alemanas y checoslovacas, siendo sus compañeras de equipo: Margit Kalocsai, Ilona Madary, Gabriella Mészáro, Margit Nagy, Olga Törös, Judit Tóth y Margit Csillik.